# Hulste
Pour les articles ayant des titres homophones, voir Hulst (Belgique) et Hulst (Pays-Bas).
Hulste est une section de la ville belge de Harelbeke, en province de Flandre-Occidentale. C'était une commune à part entière avant la fusion des communes de 1977.

## Géographie
Hulste est limitrophe d'Oostrozebeke, Ooigem, Bavikhove, Kuurne, Lendelede et Ingelmunster.
L'altitude varie entre 14 et 38 mètres.

## Démographie

### Évolution démographique
- Sources : INS, Rem. : 1831 jusqu'en 1970 = recensements, 1976 = nombre d'habitants au 31 décembre[3].

## Curiosités
- De Muizelmolen, un moulin à galerie en pierres (1799-1840) ;
- L'église néogothique Saint-Pierre (Sint-Petruskerk), datant de 1906, et son orgue baroque construit en 1736 par Corneille Cacheux (1687-1738) et complètement restauré en 2006.
- Nationaal museum voor de Vinkensport, Musée national des pinsonneux[4].

## Notes

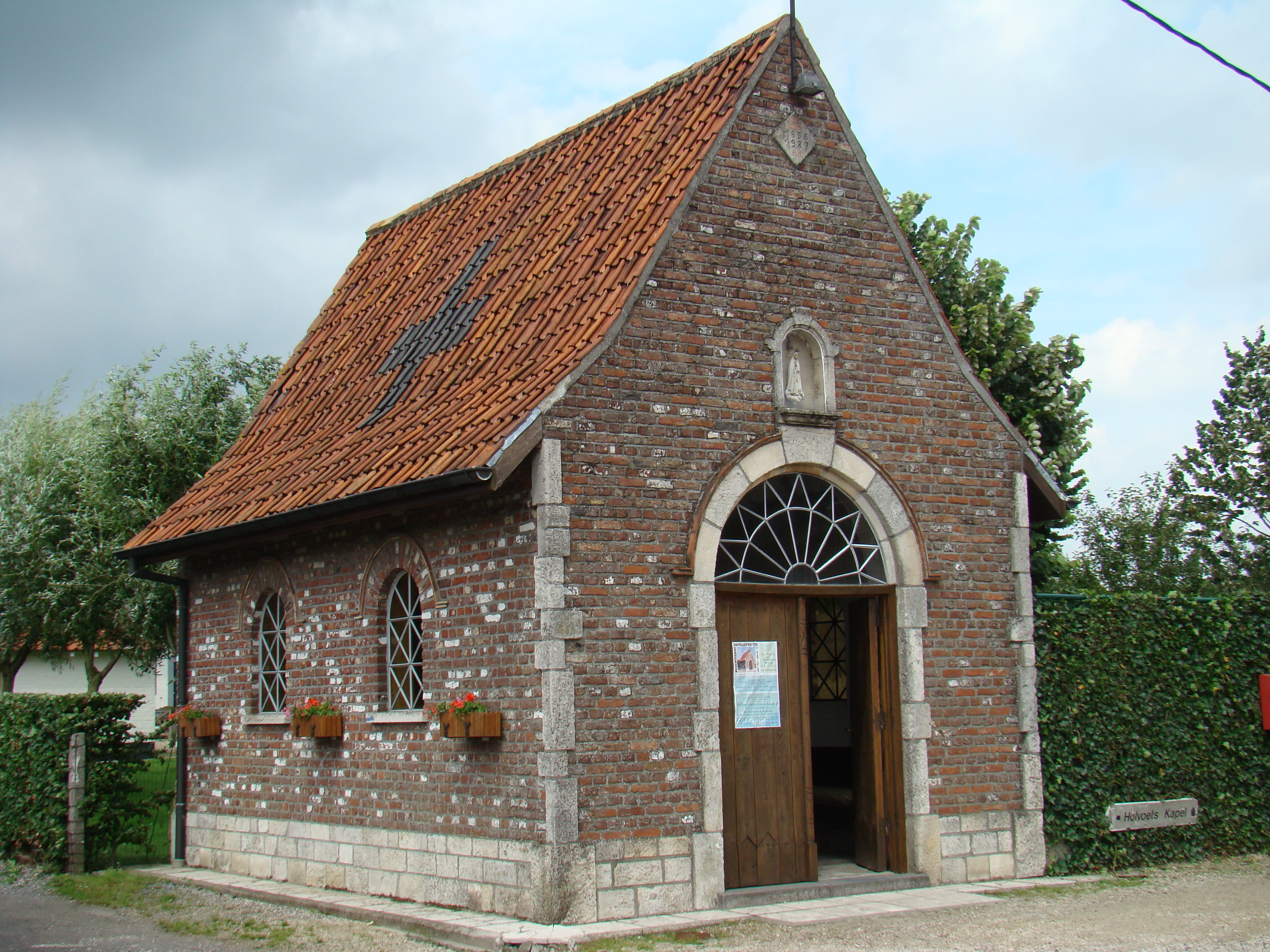
Chapelle Holvoet.